# Жадень
Жа́день — село в Україні, у Миляцькій сільській громаді Сарненського району Рівненської області. Розташоване за 28 км від Дубровиці, за 10 км від залізничної станції Удрицьк. Населення становить 997 осіб (2011).

## Назва
Польською мовою згадується як Żadeń, російською — як Жаденъ, давньоруською градъ Жадьнъ; «ко граду Жадну» (1240), Жаденъ (1890), Żadan (1895), Zadeń (1915), Жадень (1946). Найдавніші фіксації ойконіма свідчать про його утворення способом субстантивації та онімізації давньоруського жадьнъ «бажаний, жаданий; жадний»; у сучасній українській мові слово жадний, крім давнього «бажаючий, спраглий», розвинуло негативне значення «скупий», «голодний». Палаталізація кінц. приголосного відбулася відн. пізно за аналогією до посесивів на *-уь.

## Географія
Згідно з дослідженням 2017 року, за яким оцінювалися масштаби антропогенної трансформації території Дубровицького району внаслідок несанкціонованого видобутку бурштину, екологічна ситуація села характеризувалася як «задовільна».

### Клімат
Клімат у селі вологий континентальний («Dfb» за класифікацією кліматів Кеппена). Опадів 617 мм на рік. Найменша кількість опадів спостерігається в лютому й сягає у середньому 29 мм. Найбільша кількість опадів випадає в червні — близько 90 мм. Різниця в опадах між сухими та вологими місяцями становить 61 мм. Пересічна температура січня — -5,7 °C, липня — 18,6 °C. Річна амплітуда температур становить 24,3 °C.
| Клімат Жадені                     | Клімат Жадені | Клімат Жадені | Клімат Жадені | Клімат Жадені | Клімат Жадені | Клімат Жадені | Клімат Жадені | Клімат Жадені | Клімат Жадені | Клімат Жадені | Клімат Жадені | Клімат Жадені | Клімат Жадені |
| Показник                          | Січ.          | Лют.          | Бер.          | Квіт.         | Трав.         | Черв.         | Лип.          | Серп.         | Вер.          | Жовт.         | Лист.         | Груд.         | Рік           |
| Середній максимум, °C             | −2,7          | −1,4          | 3,4           | 12,4          | 19,3          | 22,9          | 23,9          | 23,1          | 18,2          | 11,7          | 4,7           | −0,1          | 11,3          |
| Середня температура, °C           | −5,7          | −4,7          | −0,3          | 7,5           | 13,7          | 17,5          | 18,6          | 17,7          | 13,2          | 7,7           | 2,2           | −2,6          | 7,1           |
| Середній мінімум, °C              | −8,6          | −7,9          | −3,9          | 2,7           | 8,2           | 12,1          | 13,3          | 12,3          | 8,3           | 3,8           | −0,2          | −5,1          | 2,9           |
| Норма опадів, мм                  | 36            | 29            | 29            | 43            | 56            | 90            | 83            | 65            | 57            | 45            | 42            | 42            | 617           |
| --------------------------------- | ------------- | ------------- | ------------- | ------------- | ------------- | ------------- | ------------- | ------------- | ------------- | ------------- | ------------- | ------------- | ------------- |
| Джерело: Climate-Data.org (англ.) |               |               |               |               |               |               |               |               |               |               |               |               |               |

### Пам'ятки природи
- Урочище «Жаденське» — комплексна державна пам'ятка природи місцевого значення площею 0,6 га, розташована в селі.[9]

## Історія
До 1917 року село входило до складу Російської імперії. У 1906 році село входило до складу Висоцької волості Рівненського повіту Волинської губернії Російської імперії. У 1918—1920 роки нетривалий час перебувало в складі Української Народної Республіки.
У 1921—1939 роки входило до складу Польщі. У 1921 році село входило до складу гміни Висоцьк Сарненського повіту Поліського воєводства Польської Республіки. 1 січня 1923 року розпорядженням Ради Міністрів Польщі Висоцька гміна вилучена із Сарненського повіту і включена до Столінського повіту. У 1935 році село Жадень разом з хуторами Хочин, Хочин Миляцький, Баранець та Висока Заросля належало до громади Жадень гміни Висоцьк Поліського воєводства.
З 1939 року — у складі Рівненської області УРСР. У роки Другої світової війни деякі мешканці села долучилися до національно-визвольної боротьби у лавах УПА та ОУН. За даними українського націоналістичного підпілля у грудні 1942 року німці спалили Жадень, але населення про це було попередньо попереджене. У роки війни поблизу села загинув житель Жаденя, учасник українського націоналістичного підпілля Жакунець Василь (нар. 1927).
Після повторного встановлення радянської влади серед учнів села почала вестися радянська пропаганда:
В. Левкович
У 1947 році село Жадень разом з хутором Гірне підпорядковувалося Жаденській сільській раді Висоцького району Ровенської області УРСР.
Відповідно до прийнятої в грудні 1989 року постанови Ради Міністрів УРСР село занесене до переліку населених пунктів, які зазнали радіоактивного забруднення внаслідок аварії на Чорнобильській АЕС, жителям виплачувалася грошова допомога. Згідно з постановою Кабінету Міністрів Української РСР, ухваленою в липні 1991 року, село належало до зони гарантованого добровільного відселення. На кінець 1993 року забруднення ґрунтів становило 1,46 Кі/км² (137Cs + 134Cs), молока — 8,45 мКі/л (137Cs + 134Cs), картоплі — 3,71 мКі/кг (137Cs + 134Cs), сумарна доза опромінення — 310 мбер, з якої: зовнішнього — 19 мбер, загальна від радіонуклідів — 291 мбер (з них Cs — 280 мбер).
Відповідно до Розпорядження Кабінету Міністрів України від 12 червня 2020 року № 722-р «Про визначення адміністративних центрів та затвердження територій територіальних громад Рівненської області» увійшло до складу Миляцької сільської громади

## Населення
Станом на 1859 рік, у власницькому селі Жадень налічувалося 18 дворів та 202 жителів (101 чоловік і 101 жінка), з них 199 православних і 3 євреїв. Станом на 1906 рік у селі було 65 дворів та мешкала 471 особа.
За переписом населення Польщі 10 вересня 1921 року в селі налічувалося 106 будинків та 803 мешканці, з них: 429 чоловіків та 374 жінки; 768 православних та 35 юдеїв; 795 поляків, 5 українців, 1 білорус та 2 особи іншої національності.
Згідно з переписом УРСР 1989 року чисельність наявного населення села становила 935 осіб, з яких 450 чоловіків та 485 жінок. На кінець 1993 року в селі мешкало 938 жителів, з них 295 — дітей.
За переписом населення України 2001 року в селі мешкали 963 особи. Станом на 1 січня 2011 року населення села становить 997 осіб.

### Мова
Розподіл населення за рідною мовою за даними перепису 2001 року:
| Мова       | Кількість | Відсоток |
| ---------- | --------- | -------- |
| українська | 973       | 99.29%   |
| білоруська | 5         | 0.51%    |
| російська  | 2         | 0.20%    |
| Усього     | 980       | 100%     |

### Вікова і статева структура
Структура жителів села за віком і статтю (станом на 2011 рік):
| Вік   | Чоловіків | Жінок | Разом |
| ----- | --------- | ----- | ----- |
| 0-17  | 176       | 155   | 331   |
| 18-39 | 156       | 163   | 319   |
| 40-59 | 103       | 74    | 177   |
| 60+   | 65        | 105   | 170   |
| Разом | 500       | 497   | 997   |

### Соціально-економічні показники
| Працездатне населення | Працездатне населення | Працездатне населення | Працездатне населення | Працездатне населення | Працездатне населення | Непрацездатне населення | Непрацездатне населення | Непрацездатне населення | Непрацездатне населення | Непрацездатне населення | Непрацездатне населення | Все населення |
| Чоловіки              | Чоловіки              | Жінки                 | Жінки                 | Разом                 | Разом                 | Чоловіки                | Чоловіки                | Жінки                   | Жінки                   | Разом                   | Разом                   | 997           |
| ос.                   | %                     | ос.                   | %                     | ос.                   | %                     | ос.                     | %                       | ос.                     | %                       | ос.                     | %                       | 997           |
| --------------------- | --------------------- | --------------------- | --------------------- | --------------------- | --------------------- | ----------------------- | ----------------------- | ----------------------- | ----------------------- | ----------------------- | ----------------------- | ------------- |
| 208                   | 20                    | 217                   | 21                    | 425                   | 42                    | 93                      | 9                       | 151                     | 15                      | 244                     | 24                      | 997           |

| Зайняті  | Зайняті  | Зайняті | Зайняті | Зайняті | Зайняті | Безробітні | Безробітні | Безробітні | Безробітні | Безробітні | Безробітні | Все населення |
| Чоловіки | Чоловіки | Жінки   | Жінки   | Разом   | Разом   | Чоловіки   | Чоловіки   | Жінки      | Жінки      | Разом      | Разом      | 997           |
| ос.      | %        | ос.     | %       | ос.     | %       | ос.        | %          | ос.        | %          | ос.        | %          | 997           |
| -------- | -------- | ------- | ------- | ------- | ------- | ---------- | ---------- | ---------- | ---------- | ---------- | ---------- | ------------- |
| 45       | 5        | 66      | 7       | 111     | 11      | 163        | 16         | 151        | 15         | 314        | 32         | 997           |

| Дорослі | Діти | Пенсіонери | Інваліди Німецько-радянської війни | Учасники бойових дій | Інваліди всіх груп і категорій | Люди, які обслуговуються служб. соц. допом. на дому | Неповні сім'ї | Діти з неповних сімей | Багатодітні сім'ї | Діти з багатодітних сімей | Діти-інваліди | Діти-сироти | Одинокі багатодітні матері |
| ------- | ---- | ---------- | ---------------------------------- | -------------------- | ------------------------------ | --------------------------------------------------- | ------------- | --------------------- | ----------------- | ------------------------- | ------------- | ----------- | -------------------------- |
| 642     | 337  | 267        | 1                                  | 2                    | 82                             | 21                                                  | 12            | 19                    | 60                | 227                       | 9             | -           | 3                          |

## Політика

### Органи влади
Місцеві органи влади представлені Миляцькою сільською громадою.

### Вибори
Село входить до виборчого округу № 155. У селі розташована виборча дільниця № 560263. Станом на 2011 рік кількість виборців становила 656 осіб.

## Культура
У селі працює Жаденський сільський клуб на 85 місць. Діє Жаденська публічно-шкільна бібліотека, книжковий фонд якої становлять 13 877 книг та яка має 16 місць для читання, 1 особу персоналу, кількість читачів — 500 осіб.

## Релігія

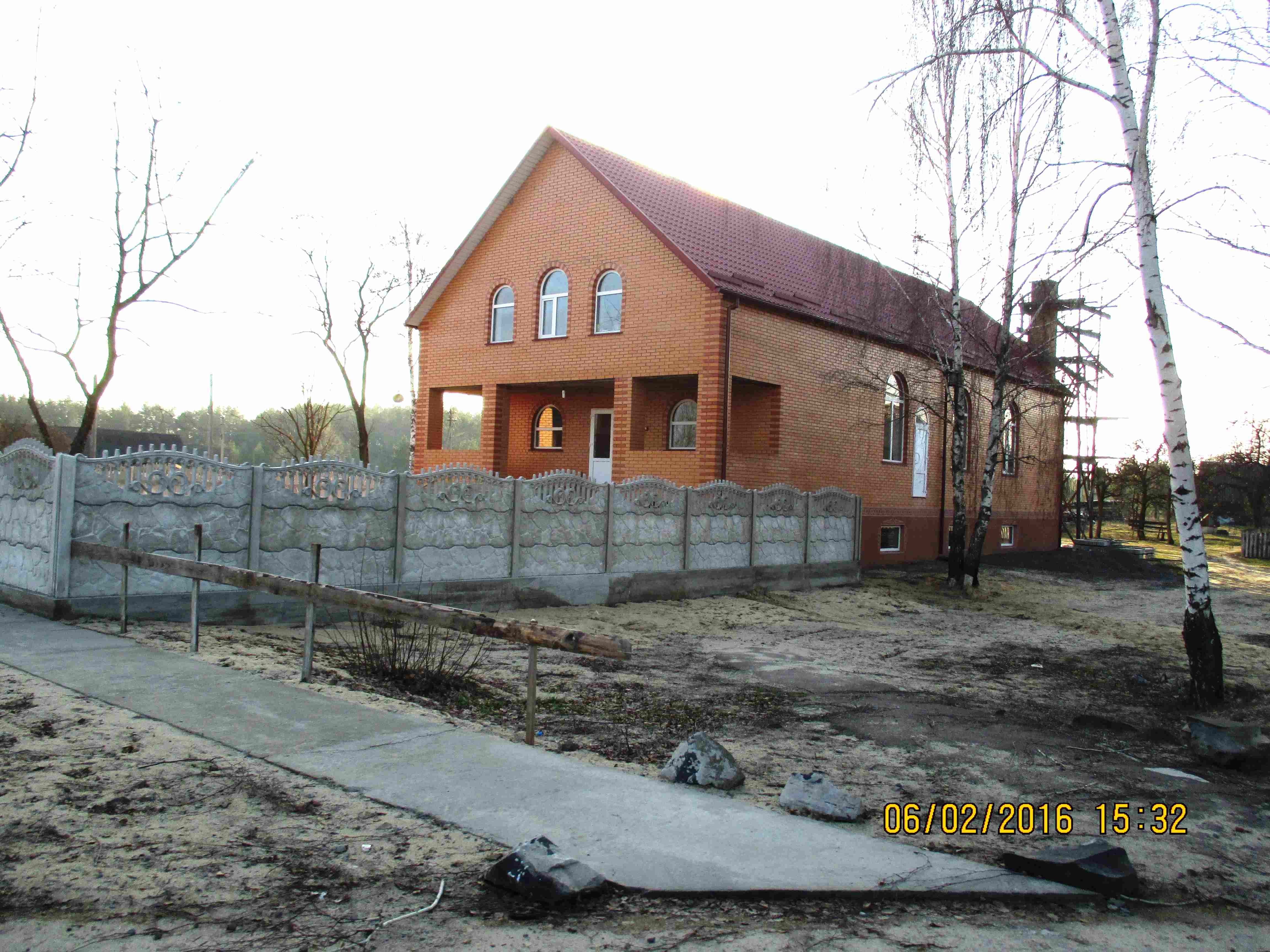
Дім молитви

У першій половині XIX століття село належало до греко-католицької парафії церкви Різдва Богородиці села Удрицьк Ровенського повіту, яка з 1840-х років діяла як православна.
Список конфесійних громад станом на 2011 рік:
| Релігійна громада Свято-Дмитріївської парафії Сарненської єпархії УПЦ | УПЦ (МП) | 27 лютого 1995 | 100 | Церква             | [ 42 ] |
| Релігійна громада ХВЄ                                                 | ХВЄ      | 29 жовтня 1991 | 70  | Молитовний будинок | [ 42 ] |
| — православні, — протестантські.                                      |          |                |     |                    |        |

## Освіта
У селі діє Жаденська загальноосвітня школа І-ІІ ступенів. У 2011 році в ній навчалося 190 учнів (із 200 розрахованих) та викладало 15 учителів.

## Інфраструктура
Наявне відділення поштового зв'язку.

## Відомі люди
- Легкий Анатолій Євгенович — воїн-афганець, кавалер ордена Червоної Зірки (посмертно).[45]
- Кошин Сергій Мефодійович — український політик. Народний депутат України. Член партії ВО «Батьківщина».
- Перепелиця Руслан Миколайович (1979—2023) — молодший сержант збройних сил України, учасник російсько-української війни.

## Галерея

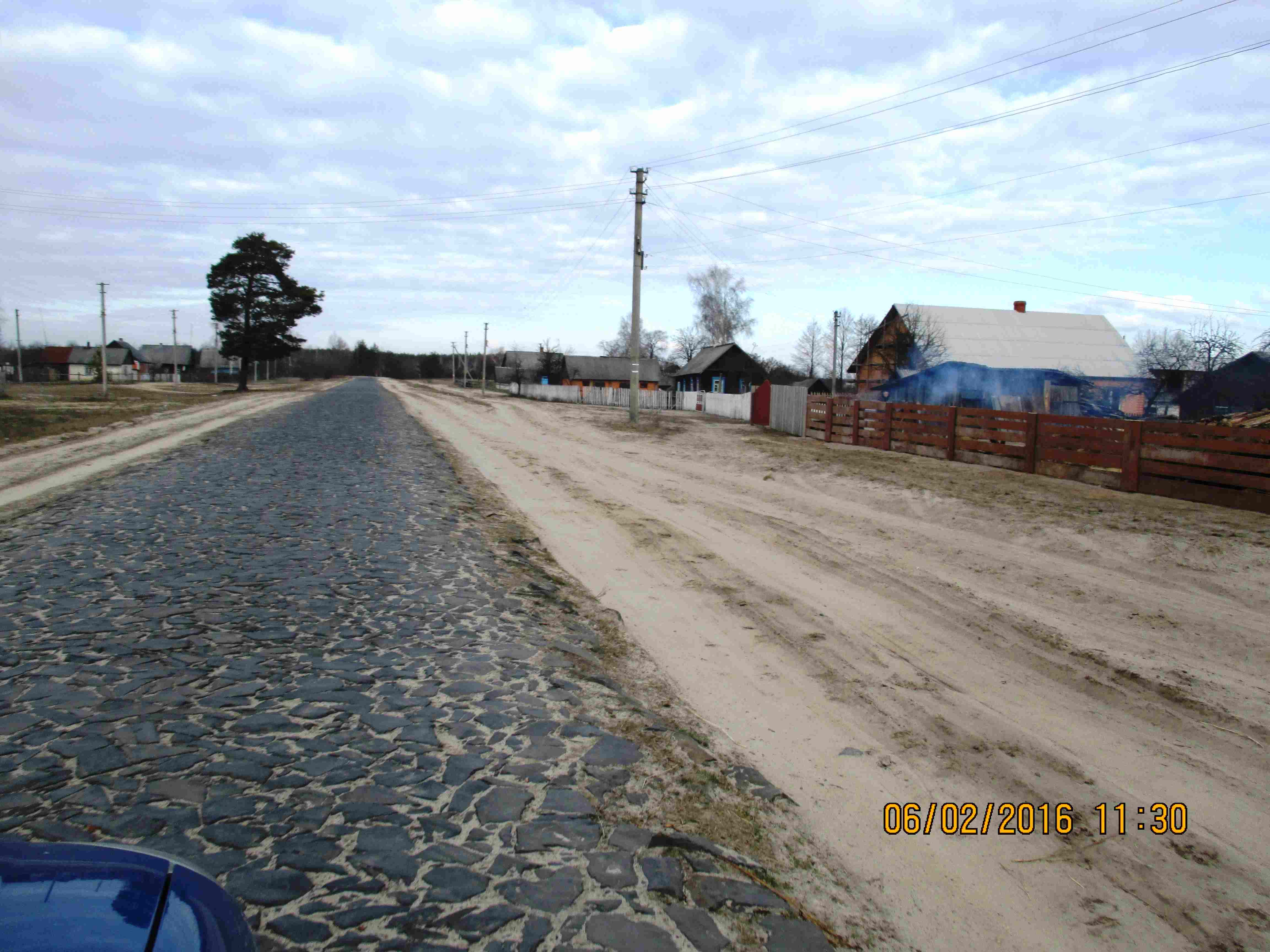
Центральна вулиця села
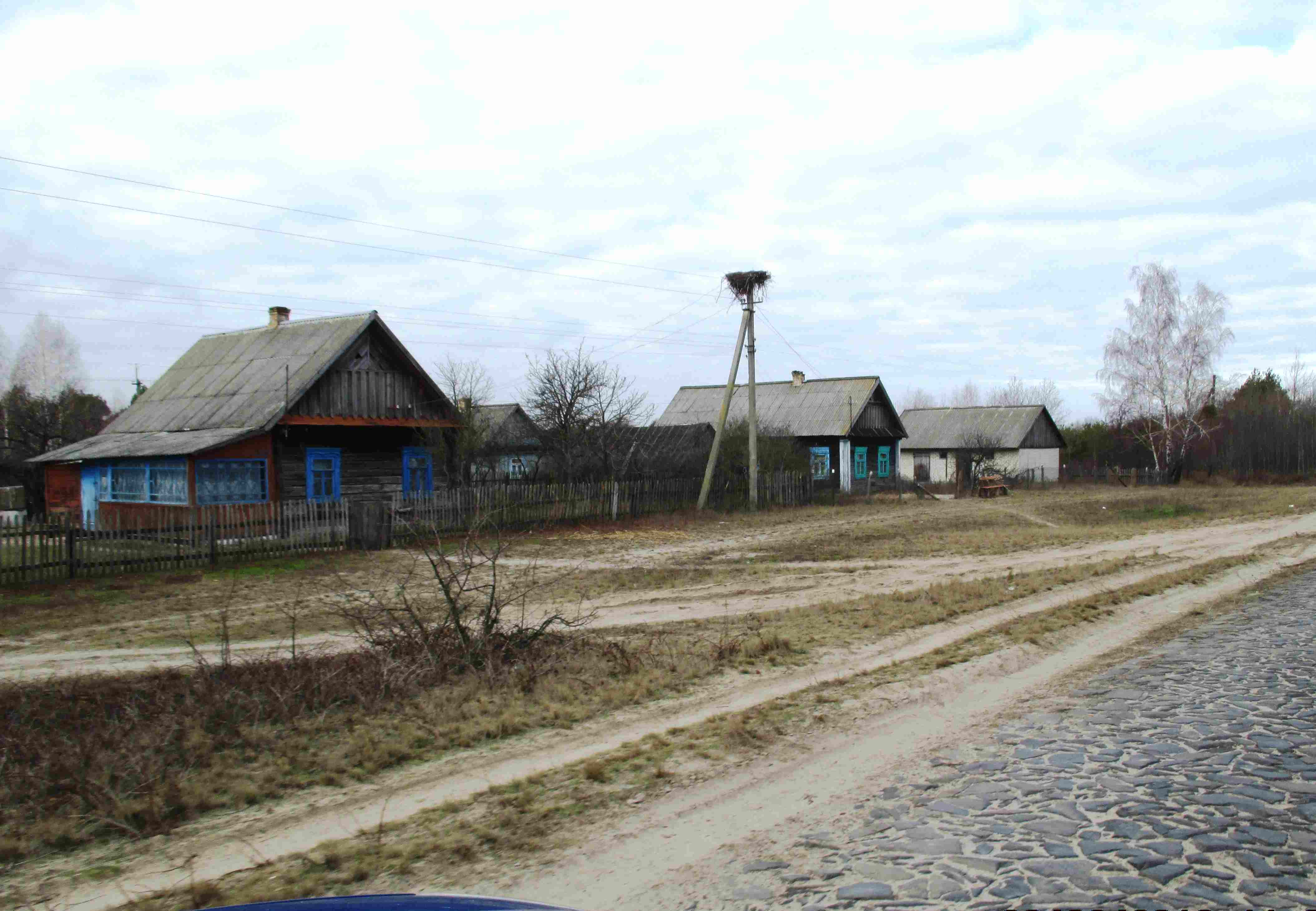
Сільські будинки
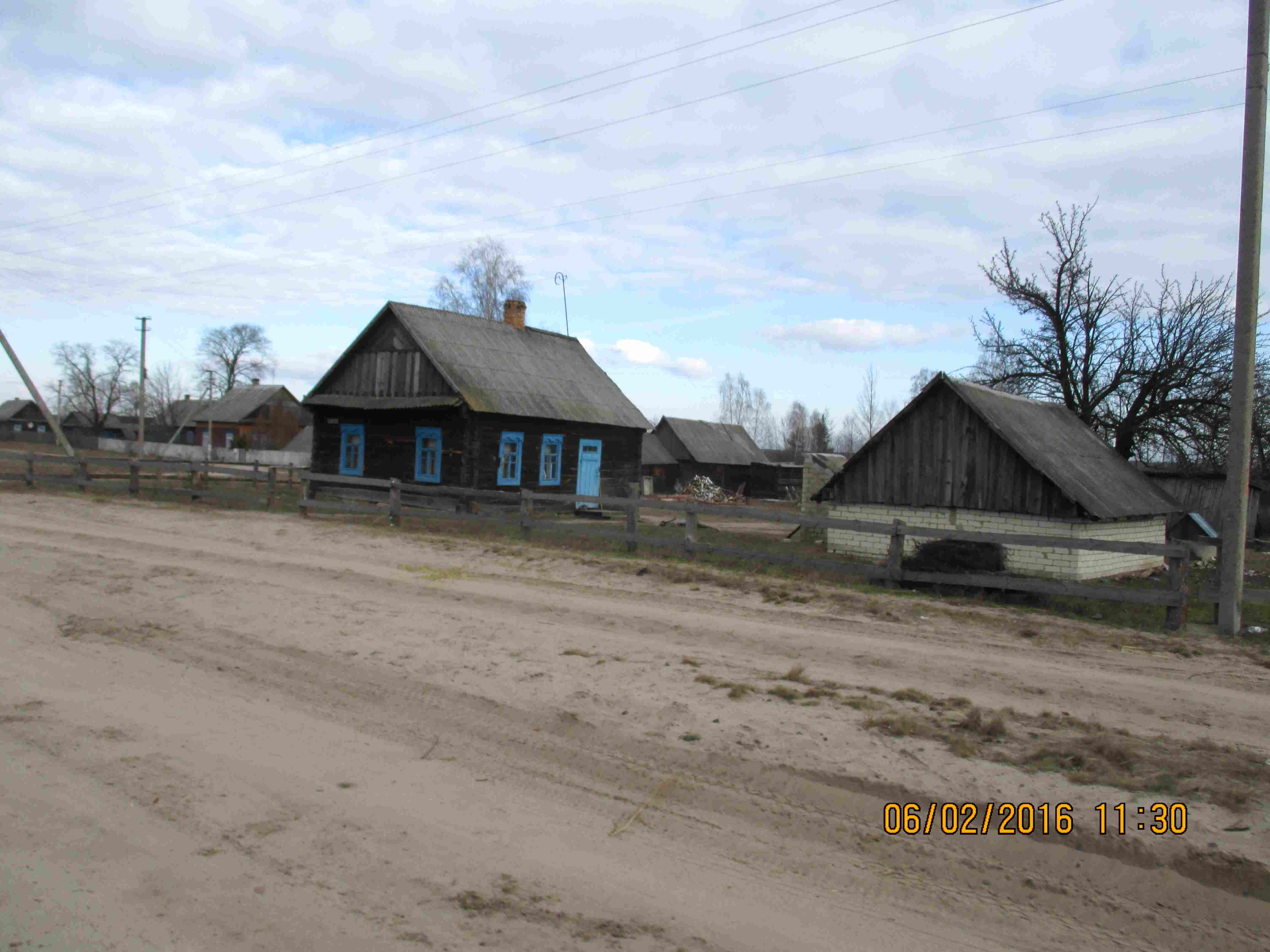
Сільські будинки
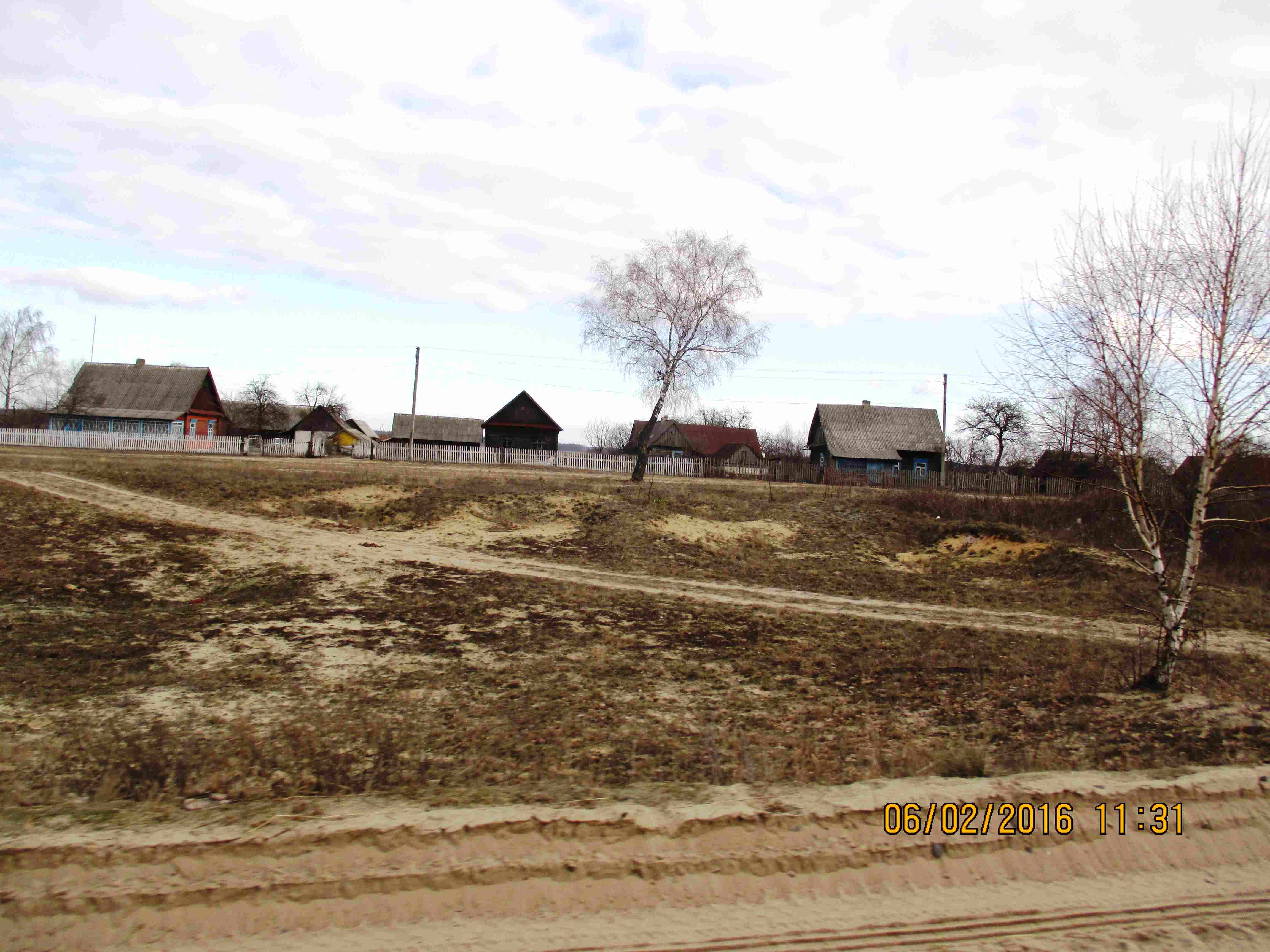
Сільські будинки

#### Книги
- Коротун І. М., Коротун Л. К. Географія Рівненської області в 3-х частинах. — Рівне, 1996. — С. 270.
- Літопис УПА / НАН України. Інститут української археографії та джерелознавства ім . М. С. Грушевського. — Київ-Торонто : Видавництво «Літопис УПА» та ін, 2007. — Т. 11: Мережа ОУН(б) і запілля УПА на території ВО «Заграва», «Турів», «Богун» (серпень 1942 — грудень 1943 рр.). — 849 с.

#### Офіційні дані та нормативно-правові акти
- Паспорт Дубровицького району (станом на 1 січня 2011 року) (doc). Дубровицька районна рада. Архів оригіналу за 10 лютий 2015. Процитовано 16 жовтня 2019.

#### Мапи
- Історичний Атлас України / Гол. ред. Л. Винар; Упорядн.: І. Тесля, Е. Тютько. Українське історичне товариство. — Монреаль; Нью-Йорк; Мюнхен, 1980. — 182 с.